# ناتاوت سكوسم
ناتاوت سكوسم (مواليد 6 نوفمبر 1997) هو لاعب كرة قدم تايلندي.

## وصلات خارجية
- ناتاوت سكوسم على موقع رابطة كرة القدم اليابانية للمحترفين (اليابانية)
- ناتاوت سكوسم على موقع قاعدة بيانات كرة القدم.إي يو (الإنجليزية)
- ناتاوت سكوسم على موقع Soccerway.com (الإنجليزية)
- ناتاوت سكوسم على موقع عالم كرة القدم.نت (الإنجليزية)